# امبالاپوژا
امبالاپوژا (به انگلیسی: Ambalappuzha) یک منطقهٔ مسکونی در هند است که در کرالا واقع شده‌است.